# مخزن بریونس
مخزن بریونز یک مخزن ذخیره آب پایانه باز است که در غرب شهرستان کنترا کوستا، در منطقه خلیج سانفرانسیسکو، کالیفرنیا واقع شده‌است. مالکیت و اداره آن در ناحیه شهری شهری شرق خلیج (EBMUD) است.